# Tunnel of Love (àlbum)
Tunnel of Love és el vuitè àlbum d'estudi del cantautor estatunidenc Bruce Springsteen, publicat el 9 d'octubre de 1987. Encara que els membres de l'E Street Band van actuar ocasionalment a l'àlbum, Springsteen va gravar la majoria de les parts ell mateix, sovint amb caixes de ritmes i sintetitzadors. Tot i que les notes de l'àlbum inclouen els membres de l'E Street Band amb aquest nom, Shore Fire Media, l'empresa de relacions públiques de Springsteen, no el compta com un àlbum d'E Street Band i The Rising del 2002 es va anunciar com el seu primer àlbum d'estudi amb el E Street Band des de Born in the U.S.A. L'àlbum va guanyar el premi a la millor interpretació vocal de rock, individual als premis Grammy de 1988.
El 1989, l'àlbum va ocupar el lloc número 25 a la llista de la revista Rolling Stone dels "100 millors àlbums dels vuitanta", mentre que el 2012, Rolling Stone el va classificar en el lloc 467 de la seva llista dels 500 millors àlbums de tots els temps. "Brilliant Disguise", "Tunnel of Love", "One Step Up", "Tougher Than the Rest" i "Spare Parts" es van publicar com a senzills.

## Fons
L'escriptor de The New York Times, Jon Pareles, va dir que Springsteen "va girar cap a dins" en aquest àlbum, escrivint sobre "l'amor que ha anat malament" com a resposta als canvis en la seva vida personal, especialment el seu matrimoni en ruines amb Julianne Phillips i la seva decisió de deixar l'E Street Band. Pareles va dir que la majoria de les cançons de l'àlbum parlaven de la dificultat de l'amor madur en lloc dels himnes anteriors de Springsteen a l'home treballador. Les cançons de Tunnel of Love van ser descrites com a "balades midtempo o himnes pop-rock". "Brilliant Disguise" s'ha anomenat "una cançó desgarradora sobre la incapacitat de ser capaç alguna vegada de conèixer algú".
A les cares B dels senzills de vinil i casset, es van incloure cançons descartades com "Lucky Man", "Two for the Road" i una cançó de 1979, "Roulette". A l'EP que va acompanyar la gira de 1988, Springsteen va incloure el tall de l'àlbum "Tougher Than the Rest", però va incloure un altre descart de The River, "Be True", un "Born To Run" acústic reordenat i una versió de "Chimes of Freedom" de Bob Dylan.
Comercialment, l'àlbum va aconseguir el triple platí als Estats Units el 19 d'abril de 1988, amb "Brilliant Disguise" un dels seus més grans èxits, aconseguint el número 5 en el Billboard Hot 100, "Tunnel of Love" també arribant al top 10, arribant al nº 9 i "One Step Up" arribant als 20 primers al número 13. La gira de 1988 de Springsteen i E Street Band Tunnel of Love Express mostraria les cançons de l'àlbum, de vegades amb arranjaments cortesia de The Miami Horns.
El túnel de l'amor del parc d'atraccions va ser proporcionat per l' Associació Històrica del Parc d'Atraccions Nacional per utilitzar-lo a la funda del disc del senzill Tunnel of Love. Una versió de "All That Heaven Will Allow" va ser un senzill d'èxit menor per a la banda de country The Mavericks el 1995.

## Vídeos musicals
El cineasta irlandès Meiert Avis va dirigir els vídeos musicals de "Brilliant Disguise", "One Step Up", "Tougher Than the Rest" i "Tunnel of Love". Els vídeos es van gravar a Nova Jersey, incloent Asbury Park. El vídeo intensament personal "Brilliant Disguise" va obrir nous camins a MTV, sent una sola presa sense edicions. El vídeo de la cançó principal va ser nominat a cinc MTV Video Music Awards, inclòs el Vídeo de l'Any i, paradoxalment, el de Millor Muntatge.

## Recepció crítica
En una ressenya contemporània per a Playboy, el crític musical Robert Christgau va escriure que, a part de la cançó d'obertura humorística i la cançó tòpica que la segueix, Tunnel of Love és "material convincent i original: es centra en la por al compromís com a patologia i la lluita contra ella." Va elogiar especialment la segona meitat introspectiva de l'àlbum a la seva guia de consum per a The Village Voice, dient que mostrava la decència i la capacitat d'autoexamen de Springsteen. Steve Pond, de la revista Rolling Stone, va dir que Tunnel of Love és "un àlbum pop variat, d'escala modesta i amb un so modern" en lloc d'un àlbum de rock and roll i va considerar que les seves històries d'amor poc romàntiques són similars al treball de Springsteen amb consciència social sobre promeses trencades i somnis a Amèrica.
A l'enquesta anual de crítics de Pazz &amp; Jop The Village Voice, Tunnel of Love va quedar segon en la votació del millor àlbum de l'any. Christgau, el creador de l'enquesta, el va nomenar el tercer millor àlbum de l'any a la seva pròpia llista. El 1989, l'àlbum va ocupar el lloc número 25 a la llista de la revista Rolling Stone dels "100 millors àlbums dels vuitanta", mentre que el 2012, la mateixa revista el va classificar al número 467 de la seva llista dels 500 millors àlbums de tots els temps. El 1998, els lectors de la revista Q van votar Tunnel of Love com el 91è millor àlbum de tots els temps.
Escrivint per a America Magazine, el sacerdot catòlic i sociòleg Andrew Greeley va argumentar que aquest àlbum exemplifica la imaginació catòlica nord-americana. En un article de 2014 per a Grantland, Steven Hyden va dir que Tunnel of Love continuava sent la "gravació més subestimada" de Springsteen entre els fans, però segons la seva pròpia opinió, la millor lírica de Springsteen. "Realment no t'hauries de permetre escoltar aquest disc fins que estiguis casat durant uns quants anys", va escriure Hyden, "tot i que en aquell moment podria semblar una mica massa a prop de casa. Si Ingmar Bergman hagués nascut a Freehold i hagués fet les dents artístiques al Stone Pony, hauria fet aquest disc en lloc de Secrets d'un matrimoni. Totalment una producció dels anys 80 a part... aquest àlbum representa el blues més heavy de la carrera de Springsteen. Les cançons parlen d'homes i dones que coquetegen, tenen relacions sexuals, s'enamoren, es casen, s'avorreixen, tenen relacions sexuals amb altres persones i queden atrapats enmig d'aquella nit fosca del segon disc de The River".

## Llistat de pistes
Totes les cançons foren escrites i compostes per Bruce Springsteen. 
| 1. | «Ain't Got You»              | 2:11 |
| 2. | «Tougher Than the Rest»      | 4:35 |
| 3. | «All That Heaven Will Allow» | 2:39 |
| 4. | «Spare Parts»                | 3:44 |
| 5. | «Cautious Man»               | 3:58 |
| 6. | «Walk Like a Man»            | 3:45 |

| 7.            | «Tunnel of Love»     | 5:12  |
| 8.            | «Two Faces»          | 3:03  |
| 9.            | «Brilliant Disguise» | 4:17  |
| 10.           | «One Step Up»        | 4:22  |
| 11.           | «When You're Alone»  | 3:24  |
| 12.           | «Valentine's Day»    | 5:10  |
| Durada total: | Durada total:        | 46:25 |

### Sortides inèdites
Tot i que es deia que s'havien gravat més de 80 cançons per a l'àlbum anterior de Springsteen, només se sap de 19 que s'haguessin gravat per a Tunnel of Love, i 12 van ser a la versió final de l'àlbum. "Lucky Man" i "Two For the Road" es van publicar com a cares B, i més tard als Tracks juntament amb altres sortides com "The Honeymooners", "The Wish" i "When You Need Me". "Part Man, Part Monkey" també es va gravar durant aquestes sessions i es va tocar en directe a la gira Tunnel of Love Express Tour. Tot i que aquesta versió no s'ha publicat, es tornaria a gravar durant futures sessions d'àlbums i finalment es publicaria. "Walking Through Midnight" és l'única altra cançó inèdita que va ser coescrita per Southside Johnny que va gravar la cançó per al seu propi àlbum, Slow Dance de 1988.
- "Part Man, Part Monkey"
- "Walking Through Midnight"

## Personal
Músics
- Bruce Springsteen: veu principal, cors, guitarres, mandolina, baix, teclats, harmònica, percussió, caixa de ritmes, efectes de so a "Tunnel of Love"
- Roy Bittan - piano acústic a "Brilliant Disguise", sintetitzadors a "Tunnel of Love"
- Clarence Clemons - cors a "When You're Alone"
- Danny Federici - orgue Hammond a "Tougher Than the Rest", "Spare Parts" i "Brilliant Disguise"
- Nils Lofgren - solo de guitarra a "Tunnel of Love", cors a "When You're Alone"
- Patti Scialfa: veu de suport a "Tunnel of Love", "One Step Up" i "When You're Alone"
- Garry Tallent - baix a "Spare Parts"
- Max Weinberg – bateria a "All That Heaven Will Allow", "Two Faces" i "When You're Alone"; percussió a "Tougher Than the Rest", "Spare Parts", "Walk Like a Man", "Tunnel of Love" i "Brilliant Disguise"
- James Wood - harmònica a "Spare Parts"

Tècnics
- Toby Scott - enginyeria
- Tim Leitner, Roger Talkov, Squeek Stone, Rob Jacobs - ajudants d'enginyeria
- Bob Clearmountain - mescla
- Mark McKenna - assistent de mescla
- Jay Healy - assistent de mescles a "Tunnel of Love"
- Bob Ludwig - masterització
- Heidi Cron - assistent de mastering
- Sandra Choron – direcció d'art
- Annie Leibovitz, Bob Adelman, Kryn Taconis, Elliott Erwitt – fotografia

## Gràfiques
| Llista (1987–88)                                 | Posició |
| ------------------------------------------------ | ------- |
| Australian Kent Music Report                     | 5       |
| Llista d'àlbums austríac                         | 6       |
| Llista Canadenca d'àlbums RPM                    | 1       |
| Llista neerlandesa d'àlbums                      | 4       |
| Llista francesa d'àlbums de SNEP                 | 5       |
| Llista italiana d'àlbums M&D                     | 1       |
| Llista japonesa d'àlbums Oricon                  | 3       |
| Llista de Nova Zealand d'àlbums                  | 6       |
| Llista noruega VG-lista d'àlbums                 | 1       |
| Llista espanyola d'àlbums                        | 1       |
| Llista sueca d'àlbums                            | 1       |
| Llista suïssa d'àlbums                           | 2       |
| UK Albums Chart                                  | 1       |
| U.S. Billboard 200                               | 1       |
| Llista d'Alemanya Federal Media Control d'àlbums | 3       |

| Llista (1987)                  | Posició |
| ------------------------------ | ------- |
| Llista australiana d'àlbums    | 63      |
| Llista canadenca d'àlbums      | 16      |
| Llista neerlandesa d'àlbums    | 52      |
| Llista francesa d'àlbums       | 35      |
| Llista del Regne Unit d'àlbums | 49      |

| Llista (1988)                  | Posició |
| ------------------------------ | ------- |
| Llista australiana             | 63      |
| Llista neerlandesa d'àlbums    | 36      |
| Llista espanyola d'àlbums      | 14      |
| Llista suïssa d'àlbums         | 14      |
| Llista del Regne Unit d'àlbums | 49      |
| Llista U.S. Billboard d'àlbums | 16      |

## Certificacions i vendes
| Llista        | Vendes      | Certificació | Data          |
| ------------- | ----------- | ------------ | ------------- |
| Estats Units  | 3.000.000 + | 3 x Platí    | 19 abril 1988 |
| Austràlia     | 140.000 +   | 2 x Platí    | 10 gener 2017 |
| Canadà        | 300.000 +   | 3 x Platí    | 27/11/1987    |
| Espanya       | 200.000 +   | 2 x Platí    |               |
| Finlàndia     | 40.700 +    | Or           | 1987          |
| França        | 200.000 +   | 2 x Or       | 1988          |
| Nova Zelanda  | 15.000 +    | Platí        | 15/05/1988    |
| Països Baixos | 200.000 +   | 2 x Platí    | 1988          |
| Regne Unit    | 300.000 +   | Platí        | 08/10/1987    |
| Suïssa        | 50.000 +    | Platí        | 1998          |